# Флорешть (Скорцень, Бакеу)
Флорешть, Флорешті (рум. Florești) — село у повіті Бакеу в Румунії. Входить до складу комуни Скорцень.
Село розташоване на відстані 235 км на північ від Бухареста, 20 км на захід від Бакеу, 100 км на південний захід від Ясс, 125 км на північний схід від Брашова.

## Населення
За даними перепису населення 2002 року у селі проживали 675 осіб.
Національний склад населення села:
| Національність | Кількість осіб | Відсоток |
| -------------- | -------------- | -------- |
| румуни         | 665            | 98,5%    |
| чанго          | 10             | 1,5%     |

Рідною мовою назвали:
| Мова      | Кількість осіб | Відсоток |
| --------- | -------------- | -------- |
| румунську | 665            | 98,5%    |
| угорську  | 10             | 1,5%     |